# Кости (музыкальный инструмент)

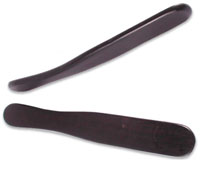
Деревянные кости

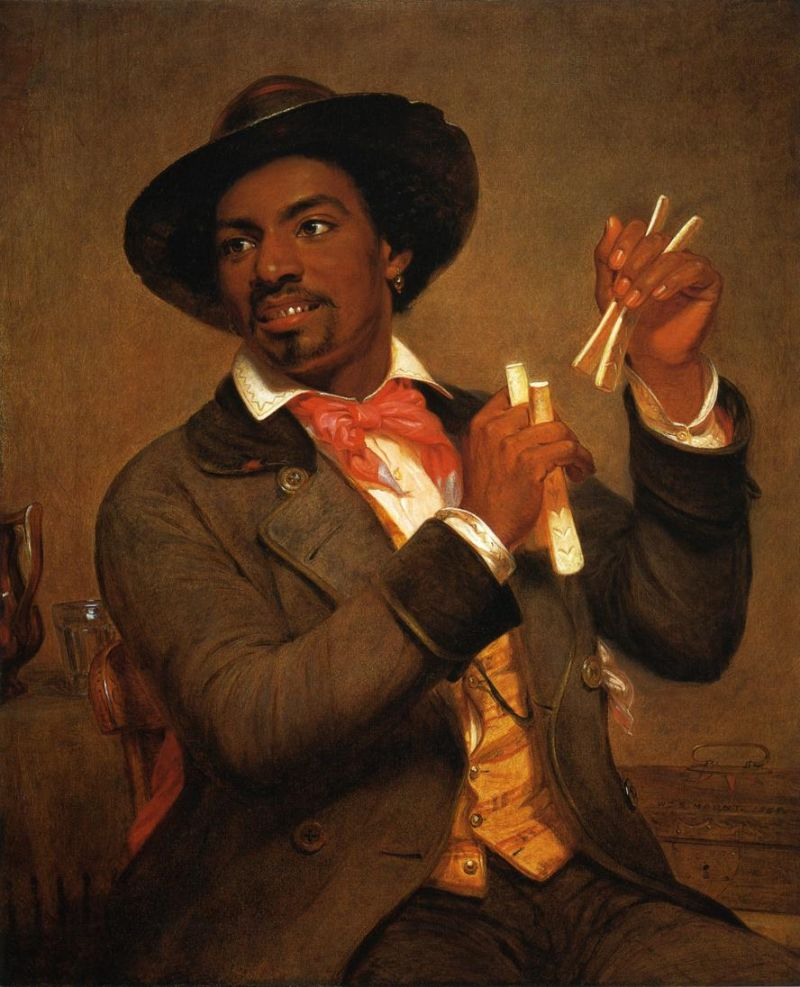
The Bone Player by William Sidney Mount, 1856

Ко́сти (англ. bones) — музыкальный инструмент семейства идиофонов, то есть инструментов, в которых звук производится самим телом инструмента. Применяются для ритмического сопровождения мелодии или соло-игры. Часто ошибочно отождествляется с кастаньетами.
Представляют собой два отрезка (длиной 10—20 см) вываренных рёбер коровы, козы или овцы. Также могут делаться из твёрдого дерева, камня или других твёрдых материалов. В наши дни производятся в основном из твёрдого дерева.
Кости — один из наиболее древних музыкальных инструментов. Инструмент этот распространён у кельтских народов — в Ирландии, Шотландии, в испанских областях Галисии и Астурии, а также у многих азиатских народов от Монголии до Турции, у народов Перу и Эквадора.
В разных регионах кости могут делаться из разных материалов, но техника игры везде примерно одинакова: кости держатся между пальцев вертикально, одна неподвижно, другая свободно, кисть сгибается вверх перпендикулярно предплечью, которое вместе с кистью выполняет машущие движения в стороны, похожие на те, когда мы машем рукой, приветствуя или прощаясь с кем-либо. За счёт такого движения подвижная кость определённым образом ударяется о неподвижную и издаёт сухой щёлкающий звук.